# 四川拟尾孢虫
四川拟尾孢虫（学名：Myxobilatus sichuanensis）为拟尾孢科拟尾孢虫属的动物。其种加词“sichuanensis”意为“四川的”。在中国，分布于四川等，营寄生生活，寄生在鲫的输尿管、膀胱。